# Przetacznik macierzankowy

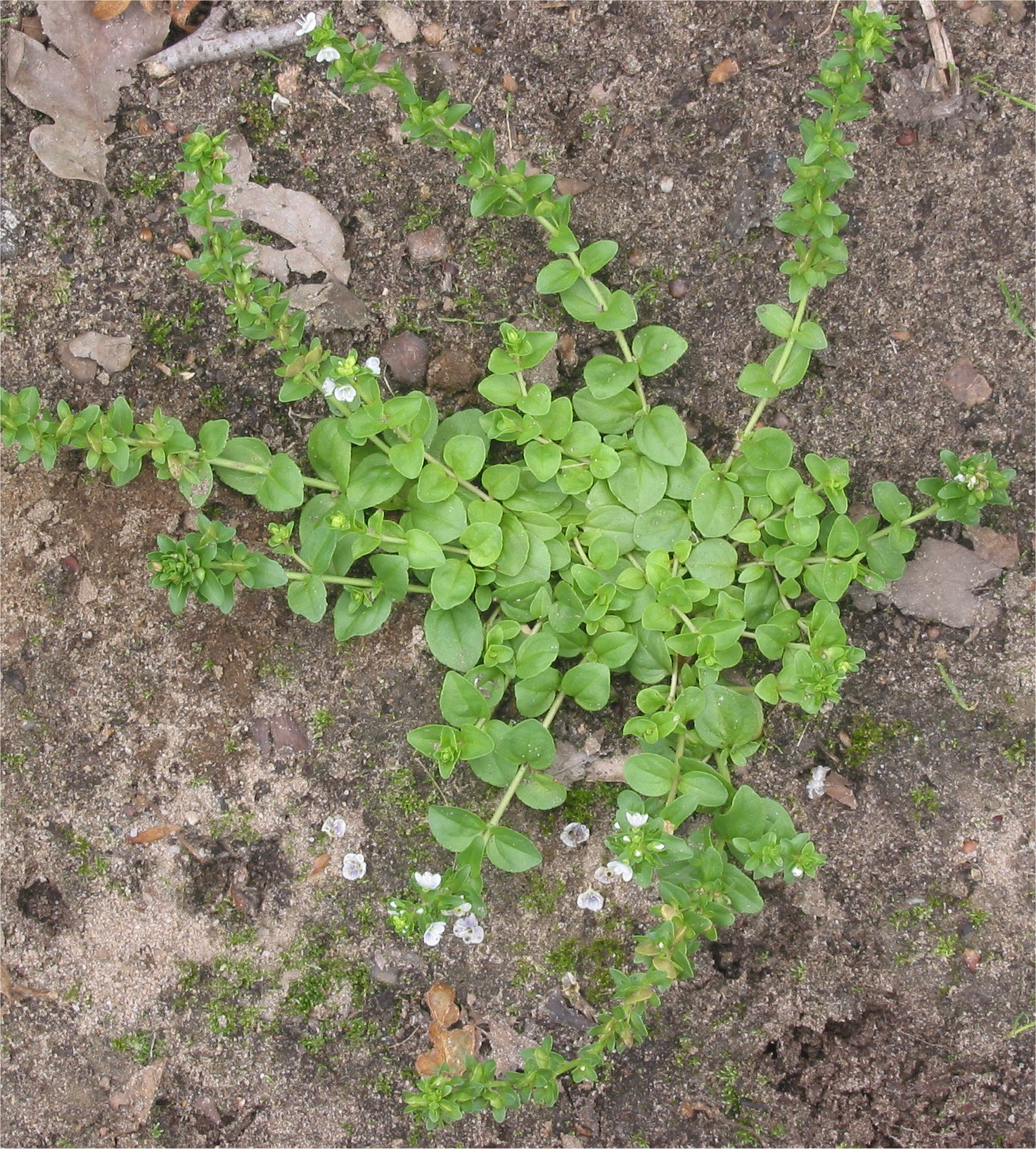
Pokrój rośliny

Przetacznik macierzankowy (Veronica serpyllifolia L.) – gatunek rośliny należący do rodziny babkowatych (Plantaginaceae). 

## Rozmieszczenie
Rodzimy obszar występowania obejmuje prawie całą Europę, poza tym rośnie w Azji, północnej Afryce, Australii, Nowej Zelandii, Ameryce Północnej i Południowej. Na obszarze całej Polski częsty, w górach sięga po piętro kosodrzewiny, w Karpatach nawet do 1920 m n.p.m.

## Morfologia

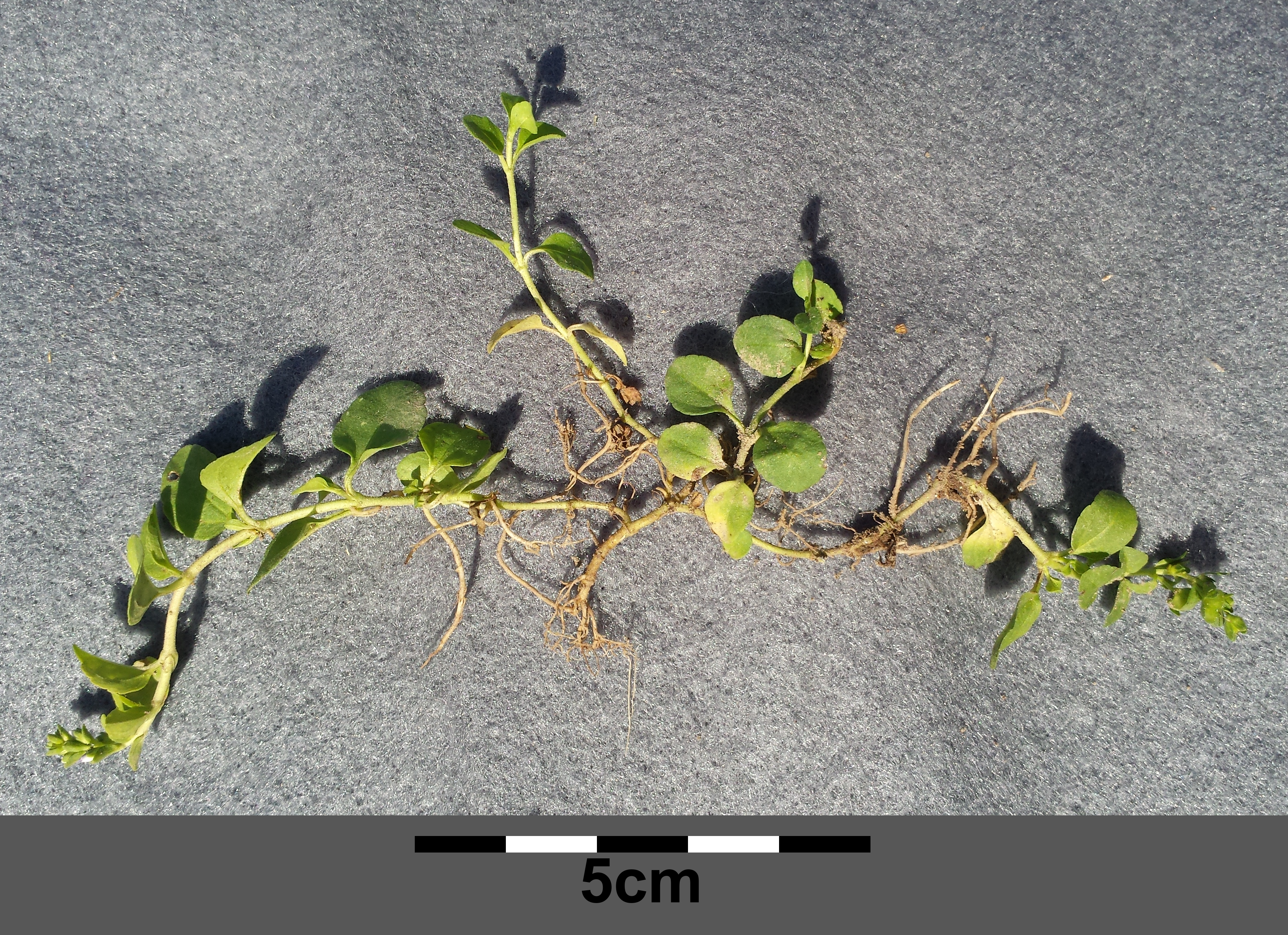
Pokrój rośliny z korzeniami

Organy podziemnePoziome kłącza.
ŁodygaW dole pełzająca, w starszych odcinkach pędów płonnych zakorzeniająca się i przekształcająca w kłącze, w pędach kwiatowych wznosząca się, osiągając wysokość od 5 do 25, czasem nawet do 40 cm. Obła, jasnozielona (czasem czerwieniejąca), z krótkimi, zagiętymi ku górze włoskami, w górnej części czasem ogruczolona.
LiścieNaprzeciwległe, rzadko rozmieszczone, dolne (zwłaszcza na pędach płonnych) koliste i osadzone na ogonkach, tępe, płytko karbowane, z wyraźnym głównym i dwoma-czterema bocznymi nerwami, od spodu i na brzegu nieco owłosione, osiągające długość 30 i szerokość 15 mm. Na pędach kwiatowych ustawione naprzemianlegle, siedzące, ku górze pędu coraz mniejsze i węższe, przechodzące w lancetowate, całobrzegie przysadki.
KwiatyKwiatostanem jest wielokwiatowe, luźne, wydłużające się w miarę kwitnienia, szczytowe grono. Kwiaty wyrastają pojedynczo w kątach przysadek na niewiele dłuższych od kielicha, skąpo owłosionych szypułkach. Działki kielicha 4, szerokoeliptyczne, z lekka owłosione i ogruczolone. Korona również czterokrotna, prawie kółkowa, o średnicy 5-8 mm, z bardzo krótką rurką, biaława lub białoliliowa z niebieskimi żyłkami, czasem niebieskawa. Pręciki dwa, tej samej długości co korona, słupek z wyraźnym, półkulistym znamieniem na szyjce długości 2-3 mm.
OwoceDwukomorowa torebka o szerokości do 5 mm i wyraźnie krótsza, na brzegach spłaszczona i rzadko ogruczolona, na szczycie szeroko ale płytko wycięta (słupek kilka razy dłuższy od wycięcia). Nasiona jajowate, z jednej strony wypukłe, żółtobrunatne, około 0,9 mm długie.

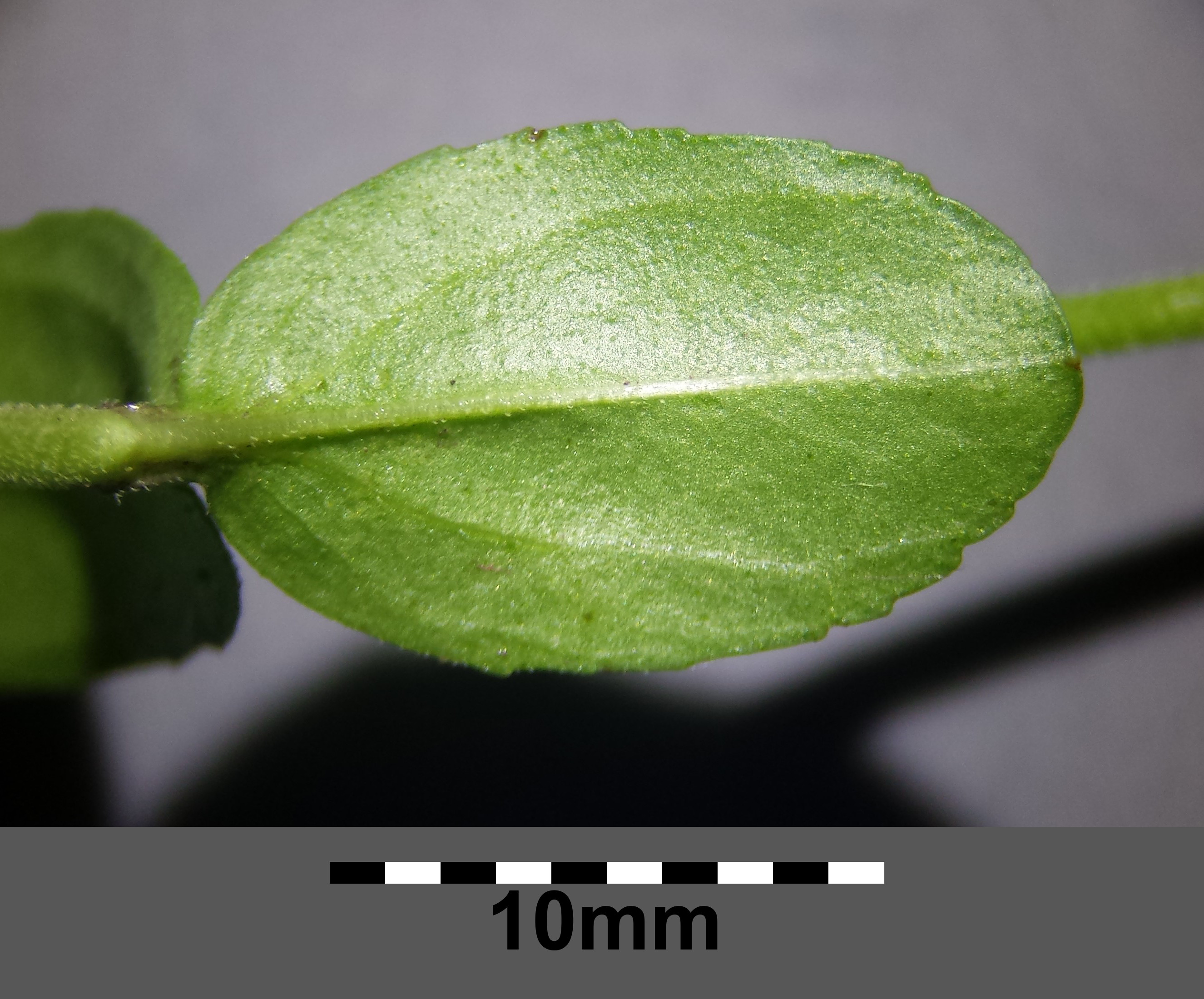
Dolna strona liścia
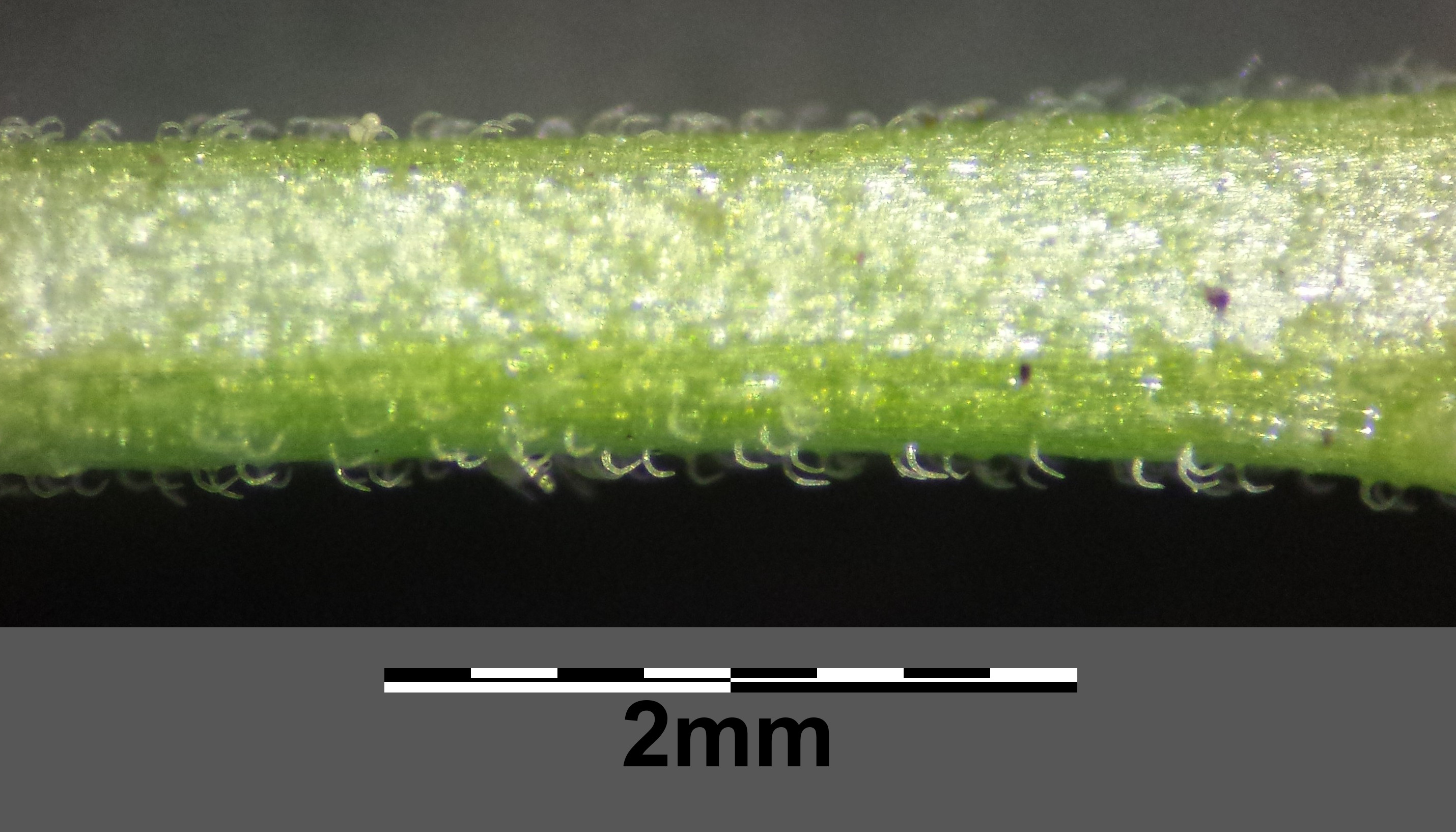
Owłosiona łodyga
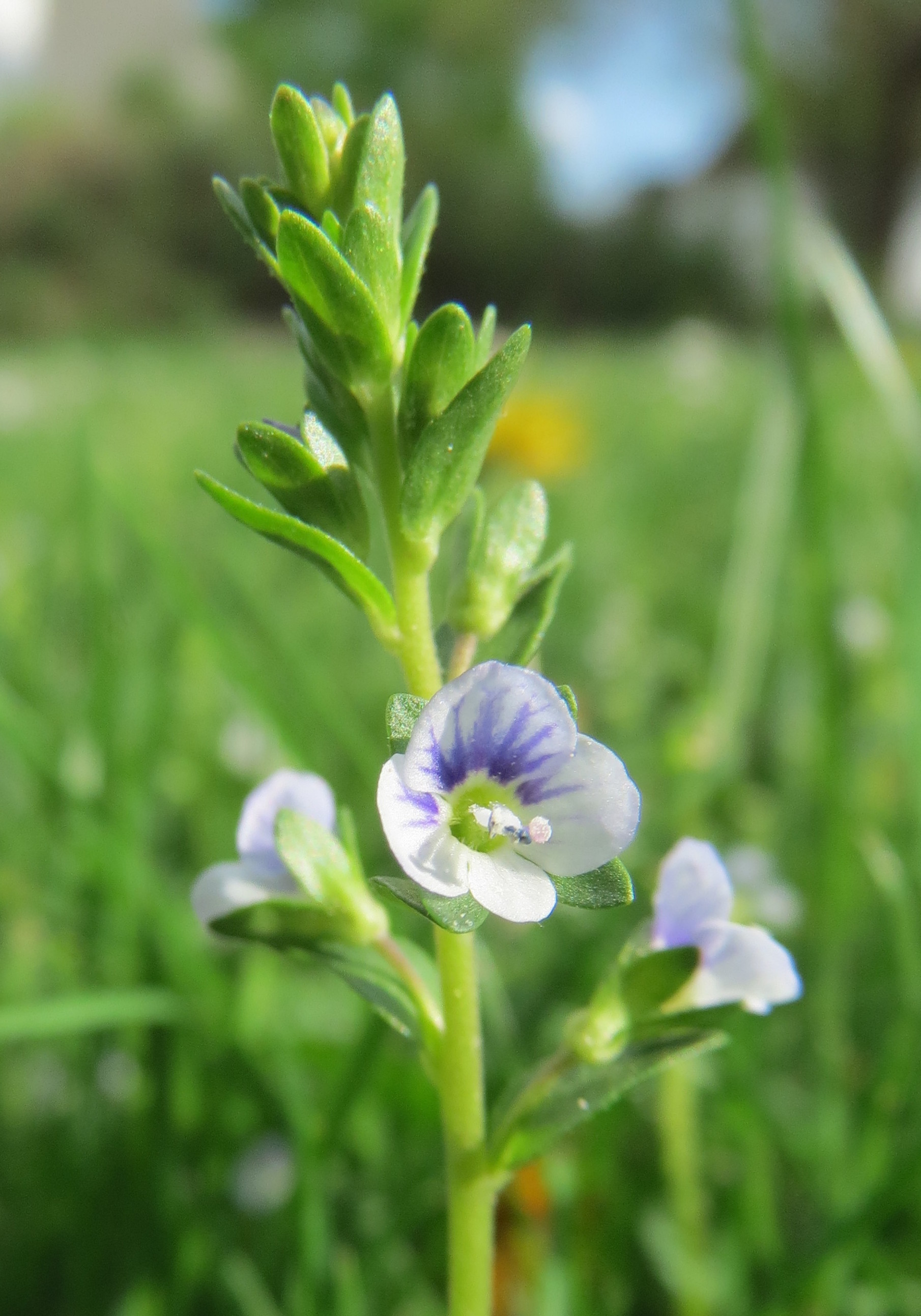
Kwiatostan
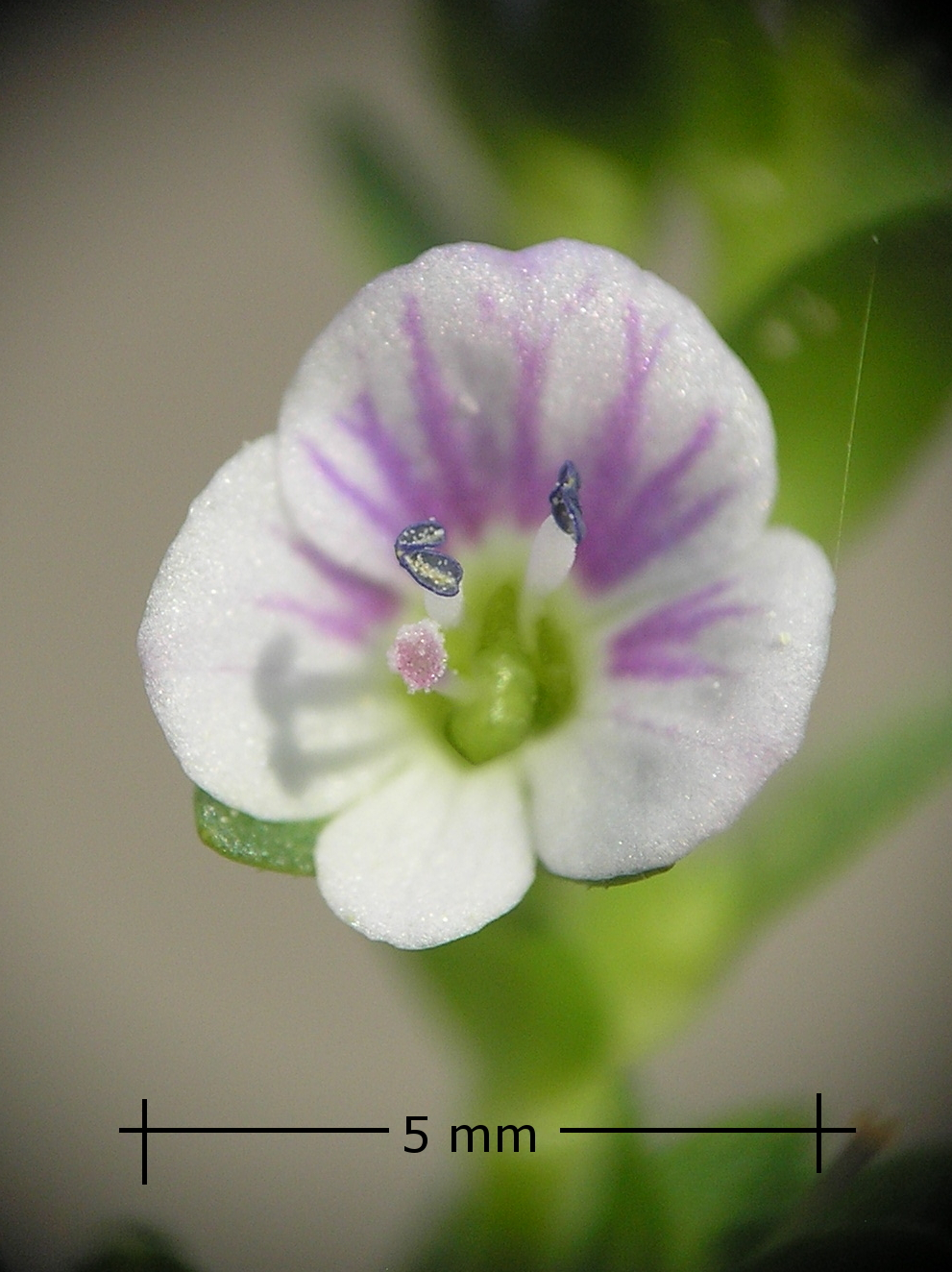
Kwiat
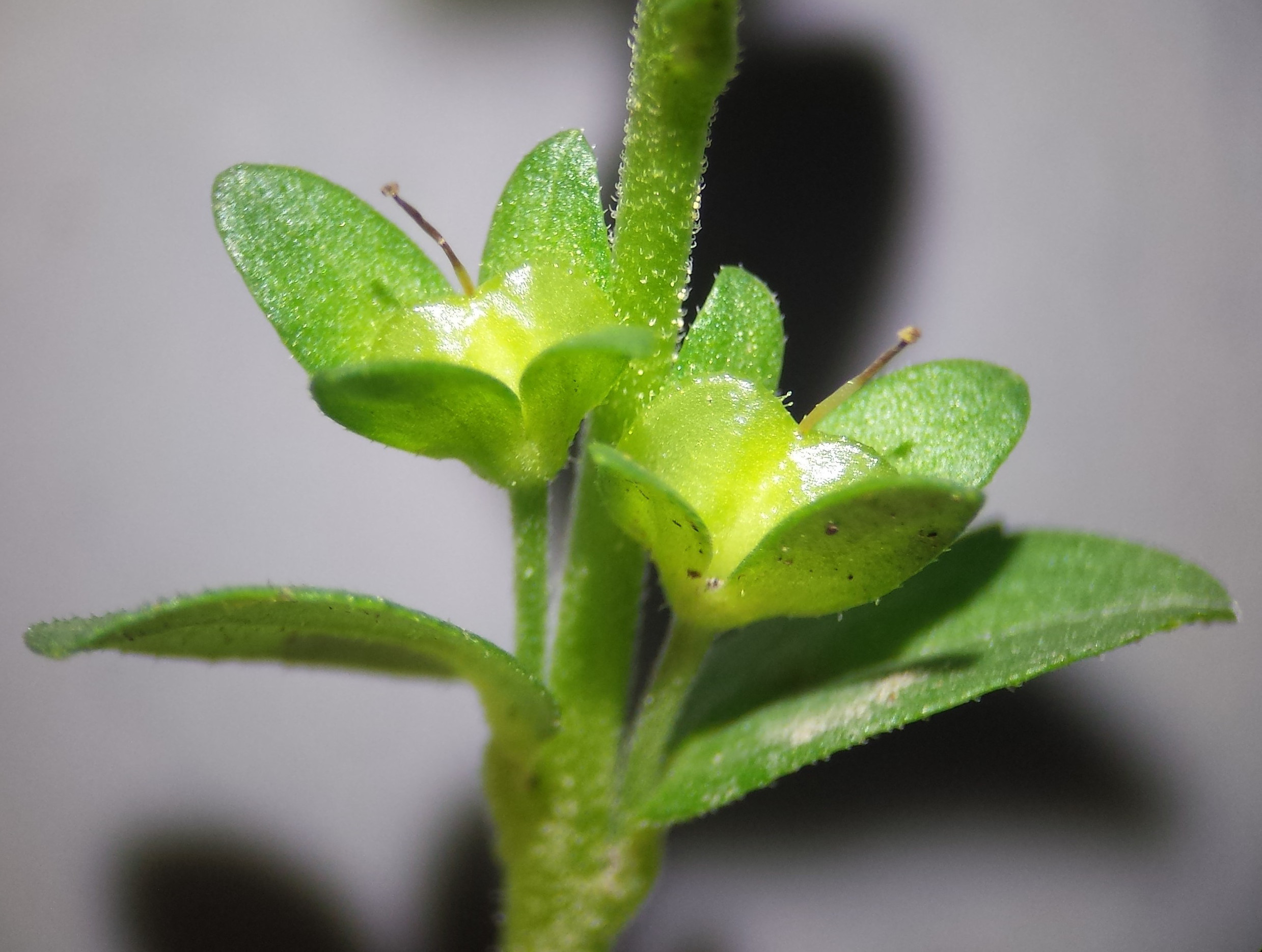
Owoce

## Biologia i ekologia
Bylina, hemikryptofit. Kwitnie od maja do sierpnia, czasem do września. Rośnie na łąkach, pastwiskach, polach, miedzach, mokradłach, brzegach potoków. W klasyfikacji zbiorowisk roślinnych gatunek charakterystyczny dla Ass. Cynosurion i Rumicetum alpini. Liczba chromosomów 2n = 14.

### Interakcje międzygatunkowe
Jest rośliną pokarmową dla chrząszczy Gymnetron melanarium z rodziny ryjkowcowatych, muchówek Dasineura similis i Jaapiella veronicae z pryszczarkowatych i motyli Aspitates gilvaria z miernikowcowatych. Pasożytują na nim lęgniowce Peronospora grisea i Peronospora verna z rodziny wroślikowatych, a także grzyby Podosphaera fuliginea (mączniakowate) i Entyloma veronicae (Entylomataceae).